# Sofoniasz (Sokolski)
Sofoniasz, imię świeckie Stiefan Wasiljewicz Sokolski (ur. 15 listopada?/26 listopada 1799 w Esku, zm. 14 listopada?/26 listopada 1877 we Wiernym) – rosyjski biskup prawosławny.

## Życiorys
Był synem kapłana prawosławnego. W 1823 ukończył seminarium duchowne w Twerze, a w 1827 – studia na Petersburskiej Akademii Duchownej (ze stopniem magistra). Wieczyste śluby mnisze złożył 6 września tego samego roku, 8 września został wyświęcony na hierodiakona, zaś 11 września – na hieromnicha. W tym samym roku został wykładowcą seminarium duchownego w Twerze, a w latach 1828–1829 był ponadto jego inspektorem. Następnie od 1829 do 1831 był inspektorem (później – rektorem) seminarium duchownego w Wołogdzie, profesorem filozofii w tejże szkole oraz przełożonym monasteru Przemienienia Pańskiego na Wyspie Kamiennej. Pełnił ponadto funkcję cenzora kazań wygłaszanych w eparchii wołogodzkiej. 
W 1831 został przeniesiony na stanowisko inspektora i wykładowcy do seminarium duchownego w Archangielsku. Od 1832 do 1835 był natomiast rektorem niższej szkoły duchownej w tym samym mieście. W 1835 został przeniesiony ponownie na stanowisko rektora seminarium duchownego w Orle. W tym samym roku otrzymał godność archimandryty, został członkiem konsystorza eparchii orłowskiej i przełożonym monasteru Świętych Piotra i Pawła w Mceńsku. 
W 1839 powierzono mu stanowisko rektora seminarium duchownego w Kamieńcu Podolskim, a następnie także cenzora kazań głoszonych w eparchii podolskiej i przełożonego monasteru Trójcy Świętej w Kamieńcu Podolskim. Po pięciu latach przeniesiono go do seminarium duchownego w Jarosławiu, także jako rektora, które to stanowisko zwyczajowo łączył z obowiązkami przełożonego monasteru Objawienia Pańskiego i św. Abrahamiusza Rostowskiego w Rostowie. Od 1845 był ponadto dziekanem wszystkich monasterów w eparchii jarosławskiej i rostowskiej.
Jeszcze w 1845 został przeniesiony do eparchii twerskiej i przez dwa lata był rektorem miejscowego seminarium oraz członkiem konsystorza. W latach 1847–1848 służył natomiast w Mohylewie jako rektor seminarium, przełożony monasteru Objawienia Pańskiego, cenzor kazań i członek konsystorza. W latach 1848–1860 był kapelanem cerkwi przy rosyjskich ambasadach – najpierw przez pięć lat w Konstantynopolu, a od 1855 do 1860 – w Rzymie. W 1861 w Erywaniu przyjął do Cerkwi rosyjskiej grupę nestorian przybyłych z terenów Turcji i Persji. 

### Biskup
3 marca 1863 został wyświęcony na biskupa nowomyrhorodzkiego, wikariusza eparchii chersońskiej. Osiem lat później został pierwszym ordynariuszem świeżo erygowanej eparchii turkiestańskiej. Obejmowała ona podbite przez Rosję ziemie w Azji Środkowej. Sofoniasz przybył do nowej eparchii w 1872 r. i służył początkowo w cerkwi Kazańskiej Ikony Matki Bożej w Małej stanicy na obrzeżach Wiernego. Na żądanie generał-gubernatora Turkiestanu Konstantina von Kaufmana siedzibą eparchii został nie Taszkent, a Wierny, a starania biskupa o zmianę siedziby były blokowane. Von Kaufman był przeciwnikiem prowadzenia misji prawosławnej wśród muzułmanów, wychodząc z założenia, że władze rosyjskie powinny raczej pozyskiwać przychylność lokalnych muzułmańskich elit i tym samym zapewniać sobie lojalność mieszkańców.
Uważany za sprawnego organizatora i wszechstronnie wykształconego hierarchę. W 1877 otrzymał godność arcybiskupią. W tym samym roku zmarł i został pochowany w Wiernym.